# Шапіро Веніамін Борисович
Веніамін Борисович Шапіро (1902–1974, Харків) — піаніст, педагог, професор Київської та Харківської консерваторій.

## Біографічні дані
У 1925 році закінчив Ленінградську консерваторію по класу професора Л. В. Ніколаєва).
В 1926—1950 — викладав у Київській консерваторії (Музичному технікумі, Музично-драматичному інституті), від 1939 — професор.
У 1950—1974 — професор Харківської державної консерваторії.
Серед учнів: Юлій Вахраньов, Віра Приходько, Сергій Кривонос та ін.
Вів активну концертну діяльність, зокрема виступав у філармонічних концертах з симфонічними оркестрами під орудою диригентів О. І. Орлова, М. М. Канерштейна.

## Сім'я
- Дружина: Шапіро Мальвіна Ізраїлевна — піаністка, педагог, викладач спеціальної музичної школи при Консерваторі (ХССМШ-i).
- Дочка: Шапіро Інна Веніамінівна (1955—2023) — піаністка, педагог, працювала у Мінську.